# 14360 Ipatov
14360 Ipatov (1988 CV4) là một tiểu hành tinh vành đai chính được phát hiện ngày 13 tháng 2 năm 1988 bởi E. W. Elst ở Đài thiên văn Nam Âu.